# Jan Hillebrand Wijsmuller
Pour les articles homonymes, voir Wijsmuller.
Jan Hillebrand Wijsmuller, né le 3 février 1855 à Amsterdam et mort le 23 mai 1925 dans la même ville, est un peintre néerlandais.

## Biographie

Œuvre de Jan Hillebrand Wijsmuller
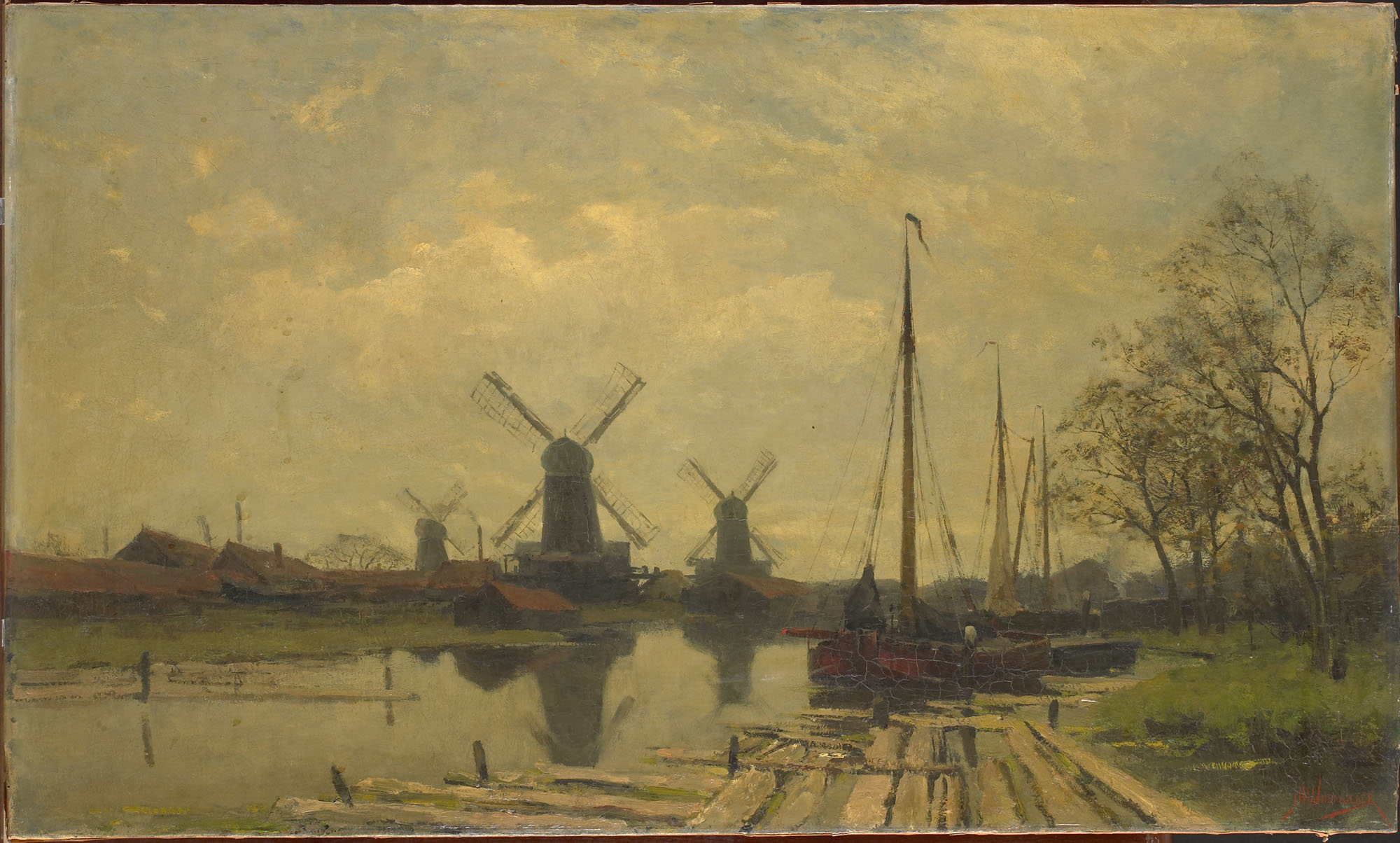
Wetering au Baarsjes près d'Amsterdam, Rijksmuseum Amsterdam.

## Collections publiques
Arlon, Musée Gaspar-Collection de l'Institut Archéologique du Luxembourg, gravure.